# Olympias (lune)
Pour les articles homonymes, voir Olympias (homonymie).
Olympias, officiellement (317) Roxane I Olympias, est le seul satellite connu de l'astéroïde (317) Roxane.

## Découverte
Olympias a été découvert par W. J. Merline et al. le 24 novembre 2009 grâce au système d'optique adaptative du télescope Gemini North.

## Désignation et nom
À la suite de sa découverte, le satellite a reçu la désignation provisoire S/2009 (317) 1. Le 14 novembre 2020, il reçoit sa désignation permanente et son nom : (317) Roxane I Olympias. Le satellite est nommé d'après Olympias. La citation de nommage est la suivante :

« Olympias (375-316 av. J.-C.) était la mère d'Alexandre le Grand (Alexandre III), roi de Macédoine et époux de Roxane, l'éponyme de la planète mineure Roxane. Le satellite est nommé ainsi en raison du rôle d'Olympias dans la protection de Roxane et son fils (Alexandre IV) après la mort d'Alexandre le Grand en 323 av. J.-C. Roxane et Alexandre IV furent tués, ensembles, en 309 av. J.-C. »

## Caractéristiques physiques et orbitales
Il mesure environ 5,3 km de diamètre et orbite à une distance de 247 km du primaire.